# Aliénor d'Angleterre (1306-1311)
Pour les articles homonymes, voir Aliénor d'Angleterre.
Aliénor d'Angleterre, née le 4 mai 1306 à Winchester et morte en août 1311 à Amesbury, est une princesse anglaise, fille du roi Édouard Ier d'Angleterre et de Marguerite de France.

## Biographie

### Origines et naissance
Née le 4 mai 1306,, à Winchester dans le Hampshire, Aliénor est la fille du roi Édouard Ier d'Angleterre et de sa seconde épouse Marguerite de France,, une fille du roi de France Philippe III le Hardi. Au moment de la naissance de sa fille, Édouard Ier est alors âgé de presque 67 ans, tandis que Marguerite n'en a que 27. Aliénor a deux frères aînés, Thomas de Brotherton et Edmond de Woodstock, âgés respectivement de cinq et quatre ans lors de sa venue au monde. En raison du premier mariage de son père avec Éléonore de Castille, elle compte en outre de nombreux demi-sœurs et un demi-frère, le futur Édouard II. Il est possible qu'Aliénor ait été prénommée en hommage à la première épouse de son père ou à sa demi-sœur Aliénor, épouse du comte Henri III de Bar et décédée en 1298.
La naissance de son dernier enfant comble de joie Édouard Ier. Déjà, en mars 1306, deux mois avant la naissance de sa fille, le roi a offert plusieurs offrandes sur la tombe de Thomas Becket à Canterbury non seulement pour son salut et celui de ses proches, mais aussi pour celui de l'enfant à naître. Par ailleurs, il remet l'importante somme de 40 livres au messager qui lui apporte la nouvelle de la naissance d'Aliénor. Quant à la reine Marguerite, elle réalise au cours de cette même année plusieurs pèlerinages en remerciement de la naissance d'Aliénor. Cette dernière est baptisée peu après sa naissance à Winchester par l'évêque Henry Woodlock, au cours d'une cérémonie fastueuse lors de laquelle elle est vêtue de tissus coûteux. À l'issue du baptême, la princesse est présentée à la cour.
Le 17 juin 1306, Aliénor est déplacée de Winchester vers Northampton, où elle doit être remise à John Weston, le gardien des enfants royaux. Le voyage de la princesse, organisé par sa nourrice Adeline de Venise, se déroule dans un carrosse à auvent vert couvert et tapissé de soie rouge à l'intérieur. Deux hommes à cheval vêtus d'une livrée bleue circulent aux côtés du carrosse pour assurer la sécurité d'Aliénor. La princesse arrive à Northampton le 3 juillet suivant et est accueillie chaleureusement au cours de grandes célébrations. Les comptes personnels d'Édouard Ier montrent que les frais de l'escorte de sa fille se sont élevés à 22 livres, 19 shillings et un penny au Trésor, tandis que les services pour la princesse elle-même ont coûté 66 livres et huit shillings.

### Projets de mariage et mort prématurée
Immédiatement après la naissance de sa fille Aliénor, Édouard Ier envisage de la marier à un haut parti. Le 8 mai 1306, quatre jours après sa venue au monde, des ordres royaux sont émis pour arranger un potentiel contrat de mariage entre elle et le jeune Robert de Bourgogne, âgé alors de six ans tout au plus. L'union est rapidement approuvée par la comtesse Mahaut d'Artois, la mère de Robert. En vertu du contrat de mariage, le roi d'Angleterre s'engage à verser une prestigieuse dot de 10 000 marcs pour sa fille, ainsi que 5 000 autres marcs dans les deux années à venir pour assurer son futur train de vie auprès de son fiancé. Peu après, le pape Clément V valide le contrat de mariage. Ainsi, la jeune Aliénor se voit destinée dès son enfance à devenir l'épouse d'un puissant pair du royaume de France.
Le 7 juillet 1307, Édouard Ier meurt et est remplacé sur le trône par son fils Édouard II. La jeune Aliénor et ses frères Thomas et Edmond demeurent quelque temps à Northampton, tandis que leur mère Marguerite se retire dans son veuvage à Marlborough, dans le Wiltshire. L'année suivante, les frères d'Aliénor sont transférés à Mortlake, tandis qu'elle est elle-même envoyée au prieuré d'Amesbury, dans le Wiltshire. Aliénor y est élevée sous la supervision de sa demi-sœur Marie, qui est nonne à Amesbury depuis plusieurs années. Les frais pour son train de vie sont payés au prieuré à la demande d'Édouard II. Si l'établissement acquiert au début du XIVe siècle une grande réputation, on ignore tout du reste de la vie de la jeune Aliénor après son entrée à Amesbury.
Aliénor meurt au prieuré d'Amesbury en août 1311,,, à l'âge de cinq ans. Sous la supervision des agents royaux Robert Hansted et Henry de Latgershal, ses restes sont par la suite transférés à l'abbaye de Beaulieu, située dans le Hampshire. La cérémonie de son inhumation est selon toute vraisemblance fastueusement célébrée, puisque son coût s'élève à 113 livres. Cependant, aucun membre de la famille n'est présent aux funérailles de la princesse et aucun monument n'est par la suite érigé en sa mémoire. Selon la chronique Vita Edwardi Secundi, son demi-frère Édouard II accomplit alors un pèlerinage à Canterbury, ce qui expliquerait son absence lors des obsèques d'Aliénor, même s'il est possible que les tensions liées à la publication des Ordonnances l'aient obligé à demeurer à Londres.